# Приютненський район
Приютненський район (рос. Приютненский район, калм. Приютнин район) — адміністративна одиниця Республіки Калмикія Російської Федерації.
Адміністративний центр — село Приютне.

## Адміністративний поділ
До складу району входять 8 сільських поселень:
1. Булуктинське. Об'єднує селища Бурата і Нарин. Центр — селище Бурата
2. Воробйовське. Центр — село Воробйовка
3. Нартинське. Об'єднує селища Бугу, Булг, Вториє Ульдючини, Манц і Нарта. Центр — селище Нарта
4. Октябрське. Об'єднує селища Молодьожний, Октябрський, Уралан, Урожайний і Цветной. Центр — селище Октябрський
5. Первомайське. Об'єднує селища Амтя Уста, Модта і Первомайський. Центр — селище Первомайський
6. Песчане. Об'єднує селища Дорожний, Песчаний і Тоста. Центр — селище Песчаний
7. Приютненське. Об'єднує селища Доценг, Карантін, Лєвий Остров і село Приютне. Центр — село Приютне
8. Ульдючинське. Центр — село Ульдючини